# Áo alba

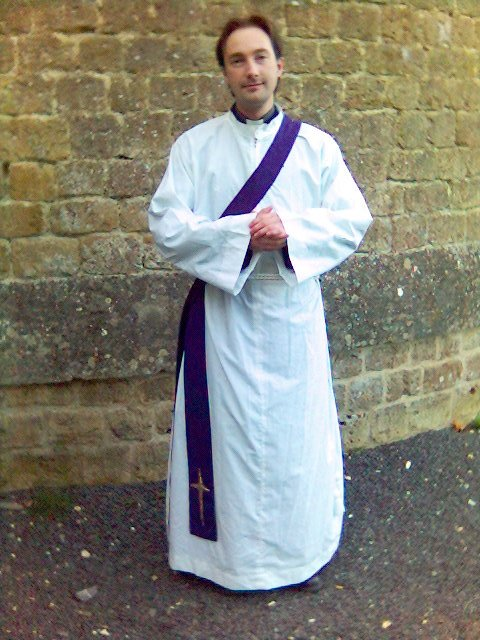
Một phó tế Anh giáo mặc áo Alba và đeo dây Các Phép

Áo Alba) (Latinh: Albus, nghĩa là màu trắng) là một loại phẩm phục có trong Giáo hội Công giáo Rôma, Anh giáo và một vài giáo phái Tin Lành. Áo Alba luôn là màu trắng dài từ cổ đến tận mắt cá chân, khi mặc thường có một sợi dây thắt ở lưng. Trong suốt thời Trung Cổ ở châu Âu, đây là loại áo mà các giáo sĩ Kitô giáo hay mặc khi hành lễ. Trong Giáo hội Công giáo Rôma ngày nay, áo Alba được dùng cho các thừa tác viên trong phụng vụ.